# Синиша Оцокољић Пазарац
Синиша Д. Оцокољић Пазарац (Лиса, 22. мај 1908 — Београд, октобар 1954) био је капетан прве класе Југословенске војске и командант Млавског корпуса Југословенске војске у Отаџбини са чином потпуковника.

## Биографија

### Образовање
Рођен је 22. маја 1908. године у ивањичком селу Лиса. Похађао је LVX класу Ниже школе Војне академије у Београду од 1927. до 1930. године, а затим је уписао и завршио Вишу школу Војне академије.

### Други светски рат
Од почетка рата 1941. године, Оцокољић је организовао устанак у источној Србији. Био је командант Млавског корпуса — Горског штаба 69.
Био је заговорник бескомпромисне и беспоштедне борбе против партизана, због чега је дошао у сукоб са својим надређеним — командантом Млавско-смедеревске групе корпуса генералштабним потпуковником Милошем Радојловићем. Лета 1944. године, Оцокољић је са групом војника опколио кућу потпуковника Радојловића, у намери да му покаже да га не сматра за надређеног.
Заједно са генералом Миодрагом Дамјановићем и потпуковником Љубомиром Јовановићем Патком, стиже 26. марта 1945. године у Постојну. Из Словеније је касније прешао у Италију.

### Емиграција
Паралелно са покушајем усташких група да се врате у земљу 1947. и 1948. године, Оцокољић је у Трсту организовао трочлану групу: Милана Прибанића, Божидара Ничића и Душана Тошића. Они су ухапшени и осуђени.
Када је сазнао да се мајор Александар Милошевић, Западно-моравске групе корпуса ЈВуО, иселио у Канаду 1949. године, Оцокољић му је писао да остаје у Италији, одакле ће наставити борбу. У граду Комо је основао оперативни штаб са припрему и слање диверзантских група у Југославију. Затим је отишао у Аустрију и Швајцарску, како би заметну траг и наставио илегални рад.
Успео је да 1952. године илегално дође у Београд, одакле се писмом јавио мајору Милошевићу. Ту је почео да окупља своје старе војнике који су остали у земљи. Један од његових војника капетан Милутин Миле Милутиновић је ухапшен од УДБЕ, након чега пристаје на сарадњу и одводи њене агенте до Оцокољића у Клагенфурту. Међутим, у одсудном тренутку Милутиновић је саопштио Оцокољићу да их прате, те одлазе и пријављују ствар полицији.
Током 1953. године, Оцокољић је био у преписци са владиком Николајем Велимировићем, који се такође налазио у емиграцији.
Оцокољић је нестао октобра 1954. године. По свој прилици, пронашли су га агенти УДБЕ негде у Аустрији, затим довели у Београд и ликвидирали.
Као одговор на убиство Синише Оцокољића, основан је Српски ослободилачки покрет Отаџбина (СОПО).